# Guillemette Faure
Pour les articles homonymes, voir Faure.
Guillemette Faure, née le 3 janvier 1967 à Versailles, est une journaliste et chroniqueuse française.

## Biographie
Elle naît à Versailles au sein d'une fratrie de trois enfants. Son père est ingénieur chez Chrysler et la famille suivra les différentes affectations professionnelles paternelles en France et aux États-Unis : banlieue parisienne, Détroit, les Vosges, Chartres… Après des études commerciales à l'EDHEC à Lille, Guillemette Faure travaille pour Carat[Lequel ?] et Médiamétrie. Elle part s'installer à New York en 1995 où elle vivra 12 ans. Elle écrit alors pour différents journaux français : Le Figaro, La Croix, Les Inrockuptibles ou Têtu. À son retour en France, elle travaille à partir d'octobre 2007 pour Rue89 dont elle devient la rédactrice adjointe, puis pour Les Inrockuptibles et à partir de 2012 pour le magazine du Monde.

## Ouvrages
- Je ne suis pas Karla : les femmes dans les couloirs de la mort aux États-Unis, Paris, Le Serpent à Plumes, coll. « Collection Essais-documents  (ISSN 1631-5715) », 2002, 171 p., 18 cm (ISBN 2-84261-366-X, OCLC 470221984, BNF 38932132, SUDOC 072553162, présentation en ligne).
- La France made in USA : petit manuel de décryptage des idées américaines toutes faites sur les Français, Paris, Éd. Jacob-Duvernet, 2005, 182 p., 21 cm (ISBN 2-8472-4086-1, OCLC 238750011, BNF 40030174, SUDOC 093560575, présentation en ligne).
- Un bébé toute seule ?, Paris, Flammarion, 2008, 189 p., 22 cm (ISBN 978-2-0812-0509-3, OCLC 470905634, BNF 41238664, SUDOC 123993172, présentation en ligne).
- Mes vacances ratées avec Nicolas Sarkozy, Paris, Ed. Ramsay, 2008, 113 p., 21 cm (ISBN 978-2-84114-951-3, OCLC 470699751, BNF 41292480).
- American Dream : Dictionnaire rock, historique et politique de l'Amérique, Paris, Éditions Don Quichotte, coll. « DicoRock / Points  (ISSN 0768-0481) no 4401 » (réimpr. 2016) (1re éd. 2012), 408 p., 21 cm (ISBN 978-2-7578-6226-1, OCLC 960797471, BNF 42754854, SUDOC 19576837X, présentation en ligne, lire en ligne ).
- Le meilleur pour mon enfant : La méthode des parents qui ne lisent pas les livres d'éducation, Paris, Les Arènes, 2015, 298 p., 24 cm (ISBN 978-2-35204-393-5, OCLC 1033483524, BNF 44363330, SUDOC 187604096, présentation en ligne, lire en ligne ).
- Dîners en ville, mode d'emploi : L'art de se passer les plats, Paris, Éditions Grasset et Fasquelle, 2017, 298 p., 21 cm (ISBN 2-246-86283-3, OCLC 1158915603, BNF 45381817, SUDOC 221510621, présentation en ligne, lire en ligne ).
- Ça peut toujours servir, Paris, Stock, 2018, 195 p., 22 cm (ISBN 978-2-234-08452-0, OCLC 1158939160, BNF 45524562, présentation en ligne, lire en ligne ).
- Je veux le meilleur pour mon enfant !, Vanves, Marabout, coll. « Poche Marabout », 2020, 316 p., 18 cm (ISBN 978-2-501-14711-8, OCLC 1140378801, BNF 45866069, présentation en ligne).

### En collaboration
- G. Faure et Eva Joly (Jean-Claude Juncker, l'homme des paradis fiscaux placé à la tête de l'Europe), Le loup dans la bergerie : est-ce dans cette Europe-là que nous voulons vivre ?, Paris, Les Arènes, 2016, 158 p., 22 cm (ISBN 978-2-35204-469-7, OCLC 951623171, BNF 45028374, SUDOC 193744449, présentation en ligne, lire en ligne ).
- G. Faure et Louise Tourret, Pourquoi les enfants de profs réussissent mieux, Paris, Les Arènes, 2019, 234 p., 22 cm (ISBN 978-2-7112-0148-8, OCLC 1128047711, BNF 45794882, SUDOC 238393275, présentation en ligne, lire en ligne ).
- G. Faure (scénario) (ill. Adrienne Barman), Consommation : le guide de l'anti-manipulation en BD, Bruxelles, Casterman, coll. « TOUTenBD  (ISSN 2952-783X) », 2020, 46 p., 28 cm (ISBN 978-2-203-17898-4, OCLC 1202706953, BNF 46629287, SUDOC 253680239, présentation en ligne).
- Christophe Barrand et G. Faure (coll.), Monsieur le proviseur, Paris, Bernard Grasset, 2020, 211 p., 21 cm (ISBN 978-2-246-82171-7, OCLC 1226491398, BNF 46646577, SUDOC 250729792, présentation en ligne, lire en ligne ).
- G. Faure (préf. Thomas Legrand, ill. Mikankey), Dys & célèbres : comment la dyslexie peut rendre plus fort : 24 personnalités inspirantes, Bruxelles, Casterman, 2022, 61 p., 24 cm (ISBN 978-2-203-21573-3, OCLC 2203246634, BNF 47034766, SUDOC 262964996, présentation en ligne).